# Aarhus' historie
Aarhus bys historie har som foreløbigt endepunkt, at byen er Danmarks næststørste. Startpunktet gør den samtidig til landets næstældste. De seneste arkæologiske undersøgelser har nemlig vist, at byens grundlæggelse må henlægges til slutningen af det 8. århundrede, hvor man har fundet glasperler fra, mens de ældste fund af huse består af halvt nedgravede grubehuse. De blev brugt som både bolig og værksted.
Grundige studier i bl.a. udbredelsen af stednavne med snekke og undersøgelser af Kanhavekanalen og Draget på Helgenæs synes også at vise, at Aarhus var en blomstrende by allerede i det 8. århundrede. Byens havn lå beskyttet længere oppe ad åen, nemlig ved Åby og østenden af Brabrand Sø. Udgravninger i foråret 2005 afslørede en såkaldt bygrøft fra omkring 850, der har markeret den handelsplads, som byen opstod fra. Tilsyneladende er grøften allerede omkring 870 blevet fyldt op, og området er blevet bebygget. I husene og de tilhørende lag er der fundet kamme, smykker og lignende, der bekræfter, at bebyggelsen er fra omkring år 900.

## Vikingeby og bispedømme (800-1536)
Disse tidlige spor efter bebyggelse findes især på en sandbanke, der oprindelig var opskyllet af Aarhus Å, som udmundede i Aarhusbugten syd for banken. Senere, dvs. i første halvdel af det 10. århundrede, blev bebyggelsen befæstet med en halvkredsvold, der tilsyneladende kom til at spille en afgørende rolle i Harald Blåtands og Sven Tveskægs kampe om herredømmet i Danmark. Fund af hele seks runesten i og omkring Aarhus tyder på, at den omkring år 1000 har haft stor betydning, eftersom kun stormænd rejste runesten. Omkring 1040 blev der slået mønt i Aarhus, først af Hardeknud og senere af Magnus den Gode.
Aarhus var i vikingetiden omgivet af en halvkredsformet forsvarsvold, der i det væsentlige fulgte de gader, hvis navne stammer derfra —Graven, Volden, Borgporten— og som derefter gik tilbage mod havet langs med åen. Det passer med, at byen har ligget mellem åmundingen og vadestedet over åen. Der har langs med ydersiden af volden været sænkninger i terrænet, så den har været omgivet af våde voldgrave. Hvornår volden er anlagt, ved man ikke præcis, men der er nok gået nogle år efter de første bosættelser, svarende til de tidlige år af 900-tallet. Udgravninger i foråret 2005 tyder på, at volden er blevet opført relativt hurtigt omkring 934, muligvis i forbindelse med Henrik Fuglefængers angreb på Jylland. I anden halvdel af 900-tallet blev volden forstærket og i 1200-tallet voldsomt udbygget. Efter den sidste udbygning var volden 20 meter bred og seks til otte meter høj.
Inden for volden gik livet sin fredelige gang, præget af handel og håndværk. Fund af bl.a. kamme og træskærerarbejder tyder på en del håndværk, men udenlandske varer fortæller også om handel: vægtlodder og kværnsten fra Rhinområdet, klæberstensvarer fra Nordskandinavien og keramik fra Østersøområdet. Langsomt bredte bebyggelsen sig, og de første kirker blev opført. Man antager, at der tidligt har ligget en lille trækirke lidt uden for bebyggelsen, omtrent hvor Klosterkirken ligger i dag.
Aarhus bliver nævnt af Adam af Bremen i Gesta Hammaburgensis ecclesiae pontificum fra omkring 1075
I Peter Wilhelm Christensens oversættelse udgivet 1862 hedder det blandt andet
| „ | Det tredie Bispedømme befalede [Keiser Otto] anlagt i Aarhuus. Denne Stad er skilt fra Fyen ved et meget smalt Stræde, som har sit Indløb fra Østersøen, trænger sig i lange Krumninger frem mod Nord mellem Fyen og Jylland, lige indtil nysnævnte By Aarhuus, hvorfra der gaaer Seilads til Fyen og Sælland, vel ogsaa til Skaane eller heelt op til Norge. | “ |

Foranlediget af biskop Peder Vognsen indledte man i 1197 opførelsen af Skt. Clemens Kirke i romansk stil, der stod færdig i ca. 1300 og afløste Vor Frue Kirke som domkirke. Katedralskolen er formentlig anlagt før domkirken, eftersom Peder Vognsen allerede i 1195 overdrog bøger til uddannelse af kommende kirkefunktionærer.
Omtrent på samme tid skete der en kraftig udbygning af byen: det ældste rådhus blev opført foran domkirken, en stor bispegård kom til ved Rosengade nord for kirken og et kapitelhus til kirkens administration på Bispetorv samt flere kannikeboliger blev bygget.
Fra midten af 1200-tallet skabte man Store Torv og lidt senere også Lille Torv, og der blev anlagt en bro over åen ved Immervad og et Helligåndshospital ved Lille Torv. Åhavnen fik også i 1300-tallet øget betydning, og de ældste rester af bolværk på den sydlige side af åen er dateret til slutningen af århundredet.
Aarhus modtog den 2. juli 1441 af Christoffer af Bayern. Det øgede byens vokseværk og i 1477 gav Christian 1. lov til at voldanlæggene, der havde mistet deres militære betydning, måtte bebygges, og nye gader, Volden og Graven, opstod. Latinerkvateret er i dag byens ældstbevarede bydel med et gadenet, som går tilbage til det 15. århundrede
I 1400-tallet bredte bebyggelsen sig også over på sydsiden af åen. Derved opstod kvartererne omkring vore dages Fiskergade og op ad skråningen mod Brobjerg langs den nuværende Frederiksgade. På Brobjerg byggedes et karmeliterkloster med kirke, og på hjørnet af Vestergade og Grønnegade byggedes en Sct. Karensgård til at huse pestramte indbyggere fra byen. Også Domkirken blev moderniseret i gotisk stil og fik tilføjet det høje tårn, hvis spir dog havde en anden udformning end i dag.

## Handel og vækst (1536-1840)
I perioden fra reformationen og indtil midten af det 17. århundrede blev Aarhus præget af et langvarigt, økonomisk opsving. Byens fordelagtige beliggenhed med et stort opland, det pålidelige vadested over åen (Immervad) og den beskyttede åhavn tiltrak en blomstrende handelsvirksomhed, og indbyggertallet nåede over de 7.000 borgere. Fremgangstiden stillede krav om et forøget byggeri i Aarhus, og der opstod en helt ny bydel, Mindegadekvarteret. Det stammer fra 1600-årene, men det tætte naboskab med havnen har ændret kvarteret til ukendelighed gennem tiden.
Under svenskekrigene i det 17. århundrede har byen sikkert lidt meget. Wallensteins skanse syd for byen, omtrent hvor Skansepalæet ligger i dag, minder endnu om de kejserlige troppers indfald 1627-1629. I 1644 blev byen bombarderet og brandskattet af svenskerne, der i 1657-59 gentagne gange besatte den. Det ødelagde store dele af byen og hvad værre var: også byens havn og dermed dens handel.
Men trods disse og andre ulykker som pest og store ildebrande var Aarhus dog både i det 17. og 18. århundrede en ret betydelig by ved sin handel, som man for øvrigt kun ved ganske lidt om. En vigtig udveksling foregik med oplandet, men særlig med Norge drev byen stor handel. Desuden gik forbindelserne til Lübeck, Amsterdam, England, Frankrig og Spanien, og midt i det 17. århundrede var handelsflåden på ca. 100 skibe, og den årlige kornudførsel til Norge og udlandet blev opgjort til ca. 20.000 tdr., som ved begyndelsen af 18. århundrede var steget til ca. 36.000 tdr.
Men så begyndte nedgangen her som i landets andre byer. Ved 1735 blev der endnu kun drevet lidt handel med Lübeck og Norge, handelsflåden var kun halvt så stor, havnen begyndte at sande til, og i 1768 var der kun 31 skibe tilbage. Det svarer til, at Aarhus i 1769 kun havde ca. 3.500 indbyggere tilbage.

## Industrialisering og uddannelsesby (1840-1970)
I det 19. århundrede kom fremgangen, efter at byen havde frigjort sig for hovedstadens, og efter de slesvigske krige for Hamburgs, dominans. Mens den i 1800 var Jyllands tredjestørste by, havde den i 1840 overhalet Randers og i 1850 også Aalborg. I 1840'erne nåede virkningerne af industrialiseringen ganske langsomt til Aarhus. De første industribygninger blev bygget i tilknytning til de gamle købmandsgårde i Vestergade-kvarteret og i Mejlgade. Lidt senere tog indvandringen fra land til by fart, og Sjællandsgadekvarteret blev skabt som byens første nye indflytterkvarter.
Derefter har den materielle fremgang været stadig voksende blandt andet ved udvidelsen af byens havn og det tiltagende jernbanenet. I 1840’erne bestemte man sig for at opgive byens gamle og utidssvarende å-havn og i stedet bygge en egentlig kysthavn ude i Aarhusbugten. Dette og indførelsen af den østjyske længdebane til byens centrum satte for alvor gang i udviklingen. En jernbaneforbindelse mellem Aarhus og Randers åbnede i 1862, hvor også den første banegård blev indviet. Senere kom flere forbindelsesmuligheder til, og den anden banegård blev bygget i 1884. Den nuværende banegård er den tredje og indviedes i 1929.
I 1860 [kilde mangler] blev det store Ridehus opført umiddelbart uden for byporten ved Frederiksgade, og byggeriet blev fuldført med anlæggelsen af Dragonkasernen og byens nye fattiggård. Senere fulgte opførelsen af flere offentlige bygninger på Bispetoften (Statsbiblioteket (i dag: Erhvervsarkivet), Ting- og arresthuset og Pigeskolen).
Anlæggelsen af Østbanen i 1877 blev begyndelsen til opførelsen af store markante ejendomme som Mejlborg, der dog blev sprængt bort af militæret efter en storbrand havde hærget bydelen i 1899. Den store Studestald på Skovvejen er kvarterets ældste bygning, hvor rådmand og købmand Lisbjerg havde sin produktion af brændevin.
Vestergade var fra Middelalderen og langt op i det 19. århundrede hovedgaden i Aarhus. Her blev landbrugsprodukterne ført ind i byen fra oplandet, og her lå de største købmandsgårde. Derfor blev det også i Vestergade, at de første industrivirksomher som Schmalfeldt tobaksfabrik og Mønsteds margarinefabrik blev bygget.
I begge de slesvigske krige var byen besat af fjenden. Den 31. maj 1849 var der en træfning mellem preussiske husarer og danske dragoner uden for byen, og den sluttede heldigt for danskerne. På Randersvej ved den nordvestlige ende af Kommunehospitalet er der rejst en mindesten for dette slag. Boligbebyggelsen Rytterparken, som ligger i nærheden, har sit navn efter rytterslaget i 1849.
Kvarteret Trøjborg i den nordlige del af byen er det første planlagte område i Aarhus. Det opstod efter en overordnet plan fra 1895 med store virksomheder, karrébyggeri med 5.000 arbejderboliger og et villakvarter til funktionærerne. Beboerne på Trøjborg var nytilflyttede fra landet, og mange havde svært ved at finde sig til rette med den nye tilværelse i byen. Derfor blev bydelen rig på både værtshuse og missionshuse.
Også i kulturel henseende hævdede byen sit ry som "Jyllands Hovedstad" med sine mange institutioner såsom kunstmuseet (Aarhus Museum 1877), Statsbiblioteket (1902) og et nyt teater (1900). Byen fik efterhånden moderne hospitaler (Amtssygehuset, Kommunehospitaler, Ortopædisk Hospital og Sindssygehospitalet) og mange højere læreanstalter. I 1928 blev Aarhus Universitet grundlagt, og fra 1950'erne satsede byens skiftende borgmestre kraftigt på at skaffe andre uddannelser til Aarhus. Derfor blev det i Aarhus, man oprettede Journalisthøjskolen, og dertil kom en ny arkitektskole, tandlægehøjskole og handelshøjskole.
De mange uddannelser har senere været medvirkende til, at en række større, højteknologiske virksomheder har etableret sig i Aarhus i takt med, at den mere traditionelle industri (bl.a. Frichs fabrikker og Århus Flydedok) gradvist er blevet afviklet. Som tidligere er Aarhus Havn stadig en nøgle til byens økonomiske vækst. I 2006 havde havnen en godsomsætning på over 12 millioner tons, og den er nu blandt de 100 største containerhavne i verden og én af de største i Skandinavien.

## Højteknologi og servicesamfund (1970-2008)
Gennem de seneste 25 år er der sket en fuldstændig ændring af Midtbyen, hvor sigtet har været at lede trafikken uden om via allégaderne (Sønderallé, Vesterallé og Nørreallé). Det har ført til store anlægsarbejder med renovering af gader og pladser, skabelse af et busgadesystem og frilæggelse af Aarhus Å. Bybilledet præges nu af en blanding af kirker fra middelalderen, købmandsgårde fra renæssancen, ældre industribygninger og mange eksempler på moderne arkitektur. Tilsammen fortæller disse bygninger en god del af byens historie, som i mangt og meget ligner den, som flere andre danske provinsbyer har været igennem.

## Tilbage til dobbelt-A
1. januar 2011 ændrede byen stavemåden på navnet fra "Århus" til "Aarhus", efter en byrådsbeslutning, begrundet med de markedføringsmæssige fordele i udlandet, hvor man ikke kender bogstavet Å.

## Eksterne links
- Bymuseet: Aarhus historie – kort fortalt Arkiveret 29. december 2007 hos  Wayback Machine
- Lokalhistorie i Aarhus – links til arkiver, museer og foreninger
- Aarhus Kommunes Biblioteker: Billeder fra det gamle Aarhus